# Rashed Hassan
Rashid Hassan Ali Hassan (Dubai, 17 novembre 1991) è un calciatore emiratino, attaccante del Fleetwood United.

## Palmarès

### Club
- Etisalat Emirates Cup: 1

Al Ain: 2010-2011
- Coppa dei Campioni del Golfo: 2

Al Shabab: 2011, 2015